# Kinzenburg
Kinzenburg là một đô thị thuộc huyện Bitburg-Prüm, bang Rhineland-Palatinate, Đức.
Dân số tính từ năm 1815:
| - 1815 – 50 - 1835 – 70 - 1871 – 70 - 1905 – 73 - 1939 – 80 - 1950 – 75 | - 1961 – 59 - 1965 – 63 - 1970 – 62 - 1975 – 58 - 1980 – 58 - 1985 – 64 | - 1987 – 56 - 1990 – 48 - 1995 – 42 - 2000 – 39 - 2005 – 40 |

 Data source: Statistisches Landesamt Rheinland-Pfalz